# Giacomo Leoni
Giacomo Leoni (Veneza, 1686 - 1746) (também conhecido como  James Leoni), foi um arquiteto com raízes na Renascença italiana, influenciado pelo florentino Leone Battista Alberti e por Andrea Palladio. Nasceu na Itália, mas teve a maior parte de sua carreira na Inglaterra, onde chegou em 1714. Aos 28 anos de idade Leoni também foi o responsável pela  retomada da arquitetura de Palladio na Inglaterra,  por volta de 1720.

## Na  Inglaterra
A carreira de Giacomo Leoni na Inglaterra começou com a publicação de sua tradução da obra de Palladio, Quattro libri dell'Architettura, entre 1716 e 1720, um grande sucesso que teve várias reedições nos anos seguintes e que foi o maior responsável por incutir as ideias deste nos projetistas britânicos. A seguir traduziu a obra de Alberti, De Re Aedificatoria, o primeiro livro moderno sobre teorias e práticas da arquitetura. Leoni ilustrou o livro com seus próprios desenhos para a construção de edificações públicas e privadas.  O livro ainda pode ser considerado uma das melhores traduções desta obra e foi o manual de gerações de estudantes ingleses de  arquitetura.
Leoni não foi o primeiro a importar a arquitetura de Palladio para a Inglaterra, Inigo Jones já o fizera, nem era o único arquiteto a praticar esses conceitos, seu mérito está em ter adaptado esse estilo ao gosto da aristocracia rural, fazendo com que ficasse menos austera e mais amigável. O uso de tijolos aparentes, no lugar da pedra calcária, no estilo que talvez erroneamente viria  a ser chamado Georgiano, foi amplamente utilizado por ele.

## Obras
No começo da década de 1720, recebeu um dos maiores desafios, transformar Lyme Hall, de estilo elisabetano em um palácio italiano. Transformação realizada de um modo tão simpático que deixou vários aposentos intocados, e seu pórtico jônico e as outras transformações ainda fazem de Lyme Hall um dos mais puros exemplares da arquitetura palladiana dessa época.
Em 1730 recebeu a encomenda daquela que viria a ser provavelmente sua obra-prima, Clandon Park, onde misturou Palladio e barroco. A casa foi construída em tijolo aparente, com a face oeste ornada de colunas e medalhões. O interior contrasta com o exterior, o colorido mármore do saguão e a decoração das salas é ressaltada pelo aparente despojamento externo. Permanece bem conservada até hoje, mesmo uma reforma no século XVIII não alterou seu significado pela afinidade do responsável, Robert Adams, com as ideias de Leoni.
Leoni não fez apenas grandes mansões, seus projetos incluem um templo octogonal em Cliveden, um elegante arco na mais pura tradição palladiana em Stowe e uma ponte de pedra em Carshalton. Desenhou ainda uma nova igreja em Thorndon Hall.
O fato de sua obra ser tão inglesa se deve ao fato de ter nascido puramente italiana. Ainda hoje o chamado estilo neogeorgiano tem seus adeptos, trezentos anos após sua morte em 1746.  